# チャールズ・フレイザー (第4代フレイザー卿)
第4代フレイザー卿チャールズ・フレイザー（英語: Charles Fraser, 4th Lord Fraser、1662年9月以前生 – 1716年10月12日）は、スコットランド貴族。

## 生涯
第3代フレイザー卿アンドリュー・フレイザーと1人目の妻キャサリン・フレイザー（Catherine Fraser、1663年10月18日没、第7代ラヴァト卿ヒュー・フレイザーの娘）の息子として生まれた。1674年5月22日に父が死去すると、フレイザー卿の爵位を継承した。父が莫大な負債を残して死去したため、領地を全て処分することを余儀なくされたという。
1688年の名誉革命でははじめジェームズ2世を支持したが、1690年10月にヒュー・マッケイ将軍に降伏した。1693年3月29日にはエディンバラで反逆罪により起訴されたが、最終的には「ジェームズ王」の健康を祝って乾杯した廉で200ポンドの罰金に処されただけだった。1694年7月2日に宣誓を行い、スコットランド議会議員に就任した。
1706年にスコットランド王国とイングランド王国の合同に賛成したが、1715年ジャコバイト蜂起ではジャコバイトとして参加した。
1716年10月12日、ペンナンで転落死した。これにより、フレイザー卿の爵位は断絶したか、休眠状態（dormant）になったとされる。
死後の1723年7月20日、妻が先夫との間でもうけた三男チャールズがジェームズ老僭王よりマッコルズのフレイザー卿（Lord Fraser of Muchalls、ジャコバイト貴族におけるスコットランド貴族）に叙された。この三男チャールズは第4代フレイザー卿の遺産を継承した。

## 家族
1683年9月、第7代バカン伯爵ジェームズ・アースキンの娘メアリーまたはマージョリー（MaryまたはMarjory）と結婚した。